# Klara Werkmann
Klara Katharina Maria Werkmann (* 14. Januar 1896 in Mainz; † 4. August 1969 in Kleve) war eine deutsche katholische Ordensfrau.

## Leben
Sie wurde als Tochter des Glöckners von St. Joseph Georg Wilhelm Werkmann in Mainz geboren. Als Schwester Klara kam sie am 15. Januar 1925 von Krefeld nach Kleve. Dort gründete sie gemeinsam mit Pater Suitbert einen Zweig der Caritasschwestern. Aus ihm ging bald die Gemeinschaft der Franziskusschwestern hervor, die sich vornehmlich der häuslichen und Krankenpflege widmet. Werkmann war lange Jahre Generaloberin der Gemeinschaft.

## Ehrungen
- 1968: Verdienstkreuz am Bande der Bundesrepublik Deutschland